# Dallas Austin
Dallas Austin, född 29 december 1970 i Columbus i Georgia, är en amerikansk låtskrivare, producent, gitarrist och keyboardspelare. Han har arbetat med flera stora namn inom R&B och gjort låtar åt bland annat Texas, Madonna, Boyz II Men, TLC, Sugababes och Janet Jackson.
2006 arresterades Austin för kokaininnehav under en vistelse i Dubai. Austin avtjänade bara en liten del av de fyra år han dömdes till.

## Utvalda samarbeten
- "Push the Button" (Sugababes)
- "Ugly" (Sugababes)
- "Trick Me" (Kelis)
- "Keep It Down" (Kelis)
- "Secret" (Madonna)
- "Sanctuary" (Madonna)
- "Don't Stop" (Madonna)
- "Survival" (Madonna)
- "The Power of Good-Bye (Dallas' Low End Mix)" (Madonna)
- "Your Honesty" (Madonna)
- "In Demand" (Texas)
- "Stuck" (Stacie Orrico)
- "Secrets" (Eternal)
- "Cool" (Gwen Stefani)
- "Crash" (Gwen Stefani)
- "Danger Zone" (Gwen Stefani)
- "Hit 'Em Up Style (Oops) (Blu Cantrell)
- "Don't Let Me Get Me" (P!nk)
- "Just like a Pill" (P!nk)
- "Left Outside Alone" (Anastacia)
- "Sick and Tired" (Anastacia)
- "Creep" (TLC)
- "Case of the Fake People" (TLC)
- "Unpretty" (TLC)
- "Silly Ho" (TLC)
- "If They Knew" (TLC)
- "Shout" (TLC)
- "Don't Pull out on Me Yet" (TLC)
- "Ain't 2 Proud 2 Beg" (TLC)
- "What about Your Friends" (TLC)
- "Hat 2 Da Back" (TLC)
- "Just a Little While" (Janet Jackson)
- "They Don't Care about Us (Dallas Austin Main Mix)" (Michael Jackson)
- "This Time Around" (Michael Jackson)
- "Iesha" (Another Bad Creation)
- "Playground" (Another Bad Creation)
- "Motownphilly" (Boyz II Men)
- "It's So Hard to Say Goodbye to Yesterday" (Boyz II Men)
- "The Boy Is Mine" (Brandy och Monica) - producerade Monicas sångdelar
- "Don't Take It Personal (Just One of Dem Days)" (Monica)
- "Touch Myself" (T-Boz)
- "R U Freaky" (Highland Place Mobsters)
- "Put 'Em Up" (Namie Amuro)